# Varga László (pedagógus)
Varga László (Tósnyárasd, 1948. június 12. –) nagymegyeri pedagógus, helytörténész.

## Élete
Édesanyja Grau Szidónia háztartásbeli, édesapja, Varga Lajos cipész volt.
Az alapiskola alsó tagozatát szülőfalujában, a felső tagozatot Galántán, a magyar tannyelvű alapiskolában végezte. 1963-1966 között a Galántai Magyar Tannyelvű Középiskolában tanult és érettségi vizsgát tett. Tanárai voltak Mórocz Károly és Pukkai László. Az érettségi után a Jókai Magyar Tannyelvű Alapiskola tanítója lett és bekapcsolódott szülőfaluja közéletébe. 1967-1971 között a pozsonyi Comenius Egyetemen tanári oklevelet szerzett történelem és neveléstudományi szakon.
18 éves korától a Csemadok helyi szervezetének elnöke. Összegyűjtötte Tósnyárasd néprajzi hagyományaira vonatkozó adatokat. 1973-ban az egyéves katonai szolgálat után feleségével Nagymegyerre költöztek, ahol a gimnáziumban tanított. A város kulturális életébe is bekapcsolódott. 1977-2013 között a Csemadok Nagymegyeri Alapszervezetének elnöke volt. Aktívan dolgozott a Csemadok járási és országos szervezeteiben is. 1986-1990 között a Csemadok Dunaszerdahelyi Területi Választmányának titkára volt. A Nagymegyeri Kereskedelmi Akadémia és Corvin Mátyás Magyar Tannyelvű Gimnáziumból 2010-ben nyugdíjba vonult.
1980-ban a nagymegyeri tájház egyik alapítója, majd gondnoka. Több helyi köztéri szobor, emléktábla létrejötte fűzödik a nevéhez. A kilencvenes évektől a város krónikaírója, a képviselőtestület tagja.
1972-től felesége Varga Lancz Etelka (1948) magyar-szlovák szakos tanítőnő. Gyermekeik László, Emese a Komáromi Jókai Színház dramaturgja és Zsolt a győri Jedlik Ányos Iskola Kollégiumának igazgatója.

## Elismerései
- 2009 Nagyszombat megye elnökének emléklapja
- 2012 Pro Patria díj
- 2014 Nagymegyer Polgármesteri díja
- 2014 Csemadok Életmű díj

## Művei
- 1986 Múltunk és jelenünk - Fejezetek a Csemadok Dunaszerdahelyi járás alapszervezeteinek életéből.
- 1999 Az első lépések - A Csemadok Nagymegyeri Szervezetének és a Nagymegyeri járás Csemadok szervezeteinek megalakulása.
- 2000 Új évezred küszöbén - Nagymegyeri olvasókönyv. Nagymegyer.
- 2000 A nagymegyeri római katolikus templom 100 éve.
- 2000 Nagymegyer kulturális emlékei. Komárom. (tsz. Tánczos Tibor)
- 2001 Város a hadak útján - Nagymegyer 1848/49-ben. Komárom.
- 2002 Béke poraikra - Az 1. és a 2. világháború nagymegyeri áldozatai és hősei
- 2003 Hol sírjaink domborulnak. (tsz. Görföl Jenő - Kovács László - Limpár Péter)
- 2004 Velünk éltek - A nagymegyeri zsidó hitközség története. Emlékfüzet a Holokauszt 60. évfordulójára
- 2004 Kulturánk szolgálatában - A Nagymegyeri körzet Csemadok szervezeteinek kialakulása és fejlődése
- 2006 Falu a nyárfák alatt - Tósnyárasd község monográfiája
- 2007 Amikor elindult a vonat - A deportálás ás kitelepítés története Nagymegyeren és környékén
- 2008 Cseri István esperes (1903-1959). Nagymegyer
- 2009 Nagymegyer 1268-2008. Nagymegyer
- 2010 Az 1. világháború emlékeztetői Pozsony vármegyétől a Muravidékig. Győr (társszerző)
- 2010 Velünk éltek - A nagymegyeri zsidóság története. Komárom
- 2011 Nemzedékek nevelői - Tanítók és tanítócsaládok a Kárpát-medencében. Győr (társszerző)
- 2012 A zene szárnyán - A nagymegyeri énekkari mozgalom 120 éve (1892-2012). Nagymegyer
- 2013 Hol sírjaink domborulnak. Dunaszerdahely (tsz. Görföl Jenő - Kovács László)
- 2023 A nagymegyeri zárdaiskola története (1902-1945)